# ロックマンエグゼ5
『ロックマンエグゼ5』（ロックマンエグゼファイブ）は、カプコンから発売されたゲームボーイアドバンス専用のデータアクションRPGである。
2バージョンが発売され、「チーム オブ ブルース」は2004年12月9日に、「チーム オブ カーネル」はその3か月後の2005年2月24日に発売された。2005年7月21日には、ニンテンドーDS用ソフトとして2バージョンを統合した『ロックマンエグゼ5DS ツインリーダーズ』が発売されている。

## 概要
前作のソウルユニゾンが引き続き登場し、さらにダークチップでユニゾンするカオスユニゾンが出来るようになった。それに伴い、ダークチップの取り扱いが前作から変更されている（ダークチップを参照）。
ストーリー面では前作の敵組織「ネビュラ」が再登場。またバージョン名になっている「チーム」での戦いが今作の鍵で、ロックマン以外の複数のナビを操作して進行するリベレートミッションの存在が大きな特徴となっている。
各バージョンでロックマンと一緒に戦うチームメンバーが異なる。またストーリーの細部も若干異なり、特に最終局面では描写に違いがある。DS版では2つのバージョンが1つのソフトに収められているだけでなく、新要素もいくつか加えられている。詳細は該当記事を参照。

## ストーリー
ある日、「見せたいものがある」と父、祐一朗に科学省へ呼ばれた熱斗達。そこへ突如壊滅したはずのネビュラが襲撃を仕掛け、祐一朗を誘拐。更にメイル、デカオ、やいとのPETを奪う。時を同じくして、インターネットもネビュラに乗っ取られてしまった。ロックマンは科学省が結成したチームに入り、他のナビたちと力を合わせてインターネットのエリアをネビュラの手から解放（リベレート）してゆく。

## キャラクター
既出キャラクターについてはエグゼ1、エグゼ2、エグゼ3、エグゼ4の頁も参照。上段がオペレーター、下段がそのネットナビである。

### チーム オブ ブルース
伊集院 炎山
「チーム オブ ブルース」のリーダー。冷静沈着で、冷めた性格は相変わらずのオフィシャルネットバトラー。過去の体験から熱斗とロックマンの友情をある程度理解しており、当初は道具としか思っていなかったブルースのことも、パートナーとしてとらえている。
ブルース
やや人間味が増している。「チーム オブ カーネル」でもイベントで登場する。
テスラ・マグネッツ
『エグゼ2』に登場したガウス・マグネッツの娘。逮捕された父に代わり、会社を経営している。ストレス解消に悪事をしていたところを熱斗に見つかり、マグネットマンが敗れた後反省し熱斗とは和解した。
マグネットマン
チーム オブ ブルース 防御担当。『エグゼ2』より再登場。磁力のバリアを張って自身や仲間を護ることができる。本人はかつて敵対したロックマンを敵視しており、テスラの命令で仕方なくロックマンに味方しており、仲間として戦う中彼とのソウルユニゾンが発動した後にも不愛想な態度だった。
チャーリー・エアスター
元ヘリコプターのトップパイロットで、現在は世界中を放浪している。熱斗の前に現れて祐一郎の情報を知っていると言い熱斗の能力を試す。当初は熱斗を半人前扱いしていたが、ジャイロマンに勝利したことで能力を認めた。炎山の頼みでロックマンの力を試しており和解後チームに加入した。
本来は『機動戦士ガンダム』のスレッガー・ロウのようなキャラクターにしたかったらしいが、最終的には現在のルパン三世のようなキャラになってしまったとのこと。
ジャイロマン
チーム オブ ブルース 偵察担当。ヘリコプターに変形する。ゴーグルをつけているが、設定では頭のツマミを動かすと収納されて、その下から目が出てくるらしい。
六尺玉 燃次（ろくしゃくだま ねんじ）
電脳花火職人。職人らしい真っ直ぐな性格だが、良い花火を作るためなら手段を選ばないということで熱斗と対立。「苦労して作り上げてこそ最高の花火だ」と説得され反省する。自身を磨くためにネビュラとの戦いを決意する。
ナパームマン
チーム オブ ブルース 攻撃担当。『エグゼ2』より再登場（『2』では隠しナビであり、熱斗たちとは本作では初対面という形になっている）。ワールドスリーエリアから出て六尺玉と出会い彼のネットナビになる。
ライカ
『エグゼ4』より再登場。シャーロ軍に所属する少年兵。熱斗より1歳ほど年上。炎山と契約し、チームに入る。相変わらず傲慢な態度だが熱斗に説得されたこともあり『4』よりは性格が丸くなっている。
サーチマン
チーム オブ ブルース ブレイン担当。トラップ解除を行う。
ジャスミン
チョイナから祖父の病気を治すため、薬草を探しにニホンへやってきた少女。快活な性格。薬草探しに危険なウラインターネットに行こうとしていることを熱斗に反対される。そのことでブルースがクラウドマンに自爆攻撃を仕掛けられたことで責任を感じまたも無茶な行動で仇討ちを図るが仲間たちに説得されチームに加わることになる。
メディ
チーム オブ ブルース サポート担当。大人びた雰囲気を放つ女性型のネットナビで、治療が得意。無茶な行為をすることをロックマンに止められて考えを改める。

### チーム オブ カーネル
バレル
アメロッパ軍のネットワーク部隊に所属していた元軍人。「チーム オブ カーネル」のリーダー。
カーネル
バレルのナビ。通常のソード系チップの範囲外も「斬る」事が出来る等、高い戦闘性能を持つ。「チーム オブ ブルース」でもイベントで登場する。
プライド
『エグゼ2』で登場した、クリームランドの王女。マグネメタル採掘のためにオラン島にやって来ていた。
ナイトマン
チーム オブ カーネル 防御担当。『エグゼ2』より再登場。マグネメタルの磁力で暴走してしまっていた。ナイトマンの防御能力を買った熱斗に誘われ、チームに加入する。
ダーク・ミヤビ
『エグゼ2』で登場したフリーランス。英語名は「暗闇」を意味するダスク(Dusk)。当初は敵か味方か分からず熱斗を試していたが、バレルによって熱斗を試すように命令されていた。和解後チームに加入する。
シャドーマン
チーム オブ カーネル 偵察担当。『エグゼ2』より再登場。ダークパネルの上を歩ける。
ディンゴ
アメロッパからやってきた少年。『エグゼ2』、『エグゼ4』で登場したラウルの知人。ラウルと同じくネイティブアメリカンのような外見。自身の村を潰したブースターシステムを憎んでいて人々に自分と同じ目に遭わせないために破壊しようとしている。そのことで熱斗と対立したがカーネルに「ネビュラを倒せば世間は訴えを聞く」と説得され考えを改めチームに加わった。
トマホークマン
チーム オブ カーネル 攻撃担当。ディンゴのナビで口癖は「ウララー!」。大企業の開発した強化プログラムを埋め込まれたナビを複数倒せる程、強力にカスタマイズされている。
日暮 闇太郎
チップショップ「ヒグレヤ」店長。まり子先生に良い所を見せるべくチームに参加。その後バレルの男らしさの秘密を探るべく本業の傍ら科学省に通い詰めている。
ナンバーマン
チーム オブ カーネル ブレイン担当。強固なセキュリティも解除することができる。
緑川 ケロ
『エグゼ2』から再登場する。ウラインターネットの独占取材を行うべく熱斗に接触してきた。
トードマン
チーム オブ カーネル サポート担当。『エグゼ2』より再登場するカエルのような姿のナビで、歌で戦う。水パネルに乗ると潜る事ができ、仲間のリベレートを強化する事もできる。

### 両作品で共通のキャラクター
光 正（ひかり ただし）
熱斗の祖父。作中では過去にワイリーとともに科学省に勤めていた時代の姿を見ることができる。彼の伝言を預かったパートナーナビは秋原エリアにおり、とうの昔に機能が停止していたが、使命感のみで待ち続けていた。
ガウ
正の飼い犬。熱斗が生まれた頃には既にいなかった。パストビジョンにはガウを模したプログラムがあるが、これが劇中で大きな意味を持って来る。
フットマン
名人の製作した対ネビュラ用ネットナビ。アメリカンフットボールの選手がモデルで、タックルやボールを使った攻撃を行う。乱暴でなかなか名人の言う事を聞かない。このナビは『月刊コロコロコミック』で実施された『ボスキャラデザインコンテスト』の準グランプリの作品である。海外名はグリッドマン(Gridman)。
スワローマン
ツバメがモチーフ。「電脳世界でもっとも自由なナビ」を自称。オペレーターを持たず一人でウラインターネットにたたずんでいる。巷では「電脳ツバメ」として話題だが、ねぐらがウラインターネットなのであまり口外出来なくなっている。このナビは『月刊コロコロコミック』で実施された『ボスキャラデザインコンテスト』の準グランプリの作品である。
Dr.リーガル
『エグゼ４』から登場。前作で死亡したと思われたが序盤で生存が判明し祐一郎を拉致する。人間の精神を混乱させる「ココロサーバー」を完成させようとしている。ココロサーバー崩壊後、祐一郎に説得される。自身は悪に染まって元には戻れないと判断して自ら死を選ぼうとするが、現れたワイリーによって記憶を消される。その後科学省の研究者となり正義のために生きると誓った。
ワイリー
終盤で登場。「ブルース」では正体を伏せて登場し、「カーネル」では正体を明かして登場しており、作品によって登場の仕方が違う。そして彼の登場こそが次回作の伏線となりワイリーとバレル、カーネルの関係性が明かされる。
フォルテ
世界最古の完全自律型ナビ、隠しボスとして登場。「ドリームオーラ」を捨て、HPメモリと強力な攻めのパターンに頼り勝負を挑んでくる。敗北すると闇の力がある限り何度でも蘇ると言い去ってゆく。

### ネビュラ
ブリザードマン
スキー板をつけた雪だるまのようなダークロイド。口癖は「ヒュルルー」。秋原町エリアを占領した。一度デリートされるが物語後半で復活。ロックマンに倒されブラックホールを召喚し爆散した。
シェードマン
「4」に引き続き登場する、吸血鬼のようなダークロイド。オラン島エリアを占領した。一度デリートされるが物語後半で復活。ロックマンに倒されネビュラグレイの一部と化すことを断言しながら爆散した。
クラウドマン
雷雲を操り、自身も雷雲になり攻撃する。科学省エリアを占領した。一度デリートされるが物語後半で復活。ロックマンに倒されたがロックマンの一部の仲間をブラックホールに引きずり込み高笑いを上げながら爆散した。
コスモマン
リングや隕石を用いた攻撃をする。エンドエリア5を占領した。このナビは『月刊コロコロコミック』で実施された『ボスキャラデザインコンテスト』のグランプリの作品である。一度デリートされるが物語後半で復活。ロックマンに倒されココロサーバーの完成を願いながら爆散した。
ダークロックマン
ロックマンがダークチップによる闇の力に支配された姿。ロックバスターの他にプレイヤーが使用したことのあるチップを多用する。エンドエリア2を占領した。コスモマンの配下となったが熱斗の思いが通じ、元の姿に戻った。
ダークブルース/ダークカーネル
各チームのリーダーが闇の力に支配された姿。ウラインターネット4を占領した。ブルースとカーネルの立場はバージョンごとに逆となる。クラウドマンの自爆で重傷を負い、回復と同時に闇の力を傷口に入れられて闇に支配される。ロックマンや別リーダーとの協力で元に戻った。
ネビュラグレイ
最終ボス。恨みや憎しみといった負の感情がデータ化されて生まれた。負の感情を増幅させる力を持つ。周囲を徘徊している人魂にのみダメージを与えることができる。ロックマンの体を悪で染めようとするが、ロックマンと仲間全員との協力でデリートされた。ネビュラホールエリアの最奥部に「ロードオブカオス」なる名前で再登場する。

## リベレートミッション
今作に登場する、2～5体のネットナビでチームを組んで行う、ダークロイドに占領されたインターネットエリアを取り戻すためのミッション。エリア内に敷き詰められたダークパネルをリベレート（解放）しながら進んで行き、エリア最奥に居るボスのダークロイドを倒すのが目的。ミッション中はロックマンだけでなく、ブルース等、他のナビも操作することになる。
- リベレートミッションはターン制（ゲーム中の表記はフェイズ。以下この表記に倣う）をとっており、プレイヤーのフェイズと敵のフェイズとを交互に繰り返して進めてゆく。
- ミッション中は戦闘以外でもサブ画面を開くことができず、代わりに専用のコマンドウィンドウを使用する。そのため、ミッション中はサブチップの使用（それによるHPの回復）・フォルダの編集（それによる戦術の調整）などを一切行うことができない。セーブはコマンドから使用可能だが、1フェイズに1回のみという回数の制限が存在する。

### ミッションの進行
プレイヤーフェイズの内容
プレイヤーフェイズではナビ1体につき1回行動する事ができる。操作するナビはプレイヤーが任意に切り替える事が可能のため、行動順を自由に決められる。
ナビには一般的なウォー・シミュレーションゲームにあるような移動力・移動可能範囲（距離）といった概念はなく、侵入不可能な地形がない限りどこまでも移動できるようになっている。任意の場所まで移動後、「リベレート」または「リベレート能力の使用」を行うことで、そのフェイズの行動を終了する。なお、何もせず行動を終了することも可能で、その場合HPが一定の割合で回復する（割合はミッションによって異なる）。
全員の行動が終了すると、敵のフェイズへ移行する。
敵のフェイズ（ダークロイドフェイズ）の内容
エリア上にはダークロイドと、大型のウィルス「ガーディアン」数体が配置されており、敵のフェイズではこれらが行動する。
ガーディアンはプレイヤー側と異なり移動範囲が定められており、その範囲内で移動した後、さらに攻撃範囲内にいるナビ1体に攻撃を行う。この攻撃は対抗手段をとっていない限りは強制的に一定のダメージを受ける（値は種類によって異なる）。
ダークロイドは初期位置から移動はしないが、攻撃範囲内にナビがいる場合、その中の1体に攻撃を行う。
こうして敵全員の行動が終了すると、再びプレイヤーのフェイズとなる。

### ミッションの終了条件
成功
最終的にダークロイドのHPを0にして倒すとミッション成功となる。ダークロイド撃破によって全てのダークパネルがリベレートされるため、必ずしもミッション中にダークパネルをくまなくリベレートする必要はない。
ミッションごとに定められた「目標フェイズ数」以内で成功させると、報酬としてレアなバトルチップがもらえ、より早く勝利すればさらにレアなバトルチップがもらえる。
失敗
（ロックマンも含め）味方のナビがリベレート中の戦闘や敵のフェイズの攻撃でHPが0になると、デリートにはならないが、次のフェイズ終了まで行動不能となる。さらにその次のフェイズにHPが少しだけ回復して再び行動可能になる。
全員のHPが0になって行動不能になった場合、または自ら撤退を選んだ場合はミッション失敗となる。失敗した場合はリベレートしたパネルが全て元通りになって最初からやり直しになるが、ゲームオーバーになることはない。

### リベレート
ダークパネルの前で「リベレート」のコマンドを選択することでリベレート開始となり、ウィルスバスティングによってダークパネルを解放してノーマルパネルに戻す。3ターン以内でウィルスを全滅させなければならない点が通常のウィルスバスティングと異なり、3ターン以内に全滅させられなかった場合はリベレート失敗となってダークパネルはそのままの状態になる。
通常は目の前1マスのみをリベレートするが、リベレート能力を使えば、一度に複数のパネルをリベレートすることも出来る。また、1ターンでリベレートに成功した場合「1ターンリベレート」となり、自分のいるマスを中心とした周囲1マスのダークパネルがすべて解放される。これを積極的に狙う事によってリベレート効率を上げる事が出来る。
なお、ナビの周囲にあるダークパネルの配置によって、戦闘時のエリアの配分が異なる場合がある。
- 周囲にダークパネルがほとんどない場合、最初から自エリアが1列分広い、有利な状態となる。
- 左または右にダークパネル存在する場合、最初から自エリアが1列分狭い、不利な状態となる。
- 背後にダークパネルが存在する場合、「はさみうち」と呼ばれる特殊なエリア配分での戦闘となる。
  - 「はさみうち」の戦闘では敵エリアが自エリアの前後に存在し、ナビの向きを切り替える操作が追加される。

ガーディアンやダークロイドに戦闘を仕掛ける場合は、対象が乗っているパネルに対しリベレートを行う。これらの戦闘も3ターン以内に行わなければならないが、ダークロイドの場合は失敗した場合でも与えたダメージは蓄積される。ただし、ダークロイドはフェイズ開始時に与えたダメージが若干回復する。

#### パネルの種類
リベレートミッションの舞台となるエリアは、様々な種類のパネルで構成される。
ノーマルパネル
普通に移動可能なパネル。リベレート不要。
ダークパネル
普通のナビは歩けない。進むには、リベレートをしてノーマルパネルに戻す必要がある。
例外としてジャイロマンとシャドーマンはパネル上を移動、待機することができる。
アイテムパネル
青い印のついたダークパネル。リベレート後にアイテムが手に入る。アイテムにはHP回復やオーダーポイント（#リベレート能力を参照）、バトルチップなどが存在するが、トラップが仕掛けられている場合もある。
ヤミのあな
エリアに数か所存在し、ガーディアンを生み出すパネル。ボスのダークロイドを守る「トリデパネル」（後述）消滅の条件となっており、必ずリベレートしなければならない。
生み出したガーディアンを倒すと、次のフェイズで再びガーディアンを生み出す。またこのパネルをリベレートする際にも同種のガーディアンがウイルスと共に出現する。
リベレートすると周りにあるダークパネルも全て同時にリベレートされ（トラップの仕掛けられているアイテムパネルを除く）、そこから生み出されたガーディアンも併せて消滅するが、ガーディアンの乗っていたダークパネルはそのまま残る。
トリデパネル
ダークロイドの周囲を取り囲んでいるパネル。リベレートも通過も不可能で、エリア内にある「ヤミのあな」を全てリベレートすることでダークパネルになり、リベレート可能となる。
ボーナスパネル
?マークのついた黄色のパネル。リベレートすると戦闘の代わりにバトルチップ入手・HP完全回復・無敵・敵にダメージ・オーダーポイント大量入手のいずれかの効果が得られる。
このパネルはリベレート後も引き続き行動可能。
バリアパネル
1～3の番号と鍵穴が描かれたパネル。一部のミッションでエリアを分断するように配置されている。リベレートも通過も不可能で、どこかのアイテムパネル内に隠されている「バリアキー」を探し出すことで、バリアキーの番号に対応したバリアパネルが全てノーマルパネルになり、通行可能になる。

#### リベレート能力
ミッション中に使用できるリベレートを補助する能力。ナビ毎に固有の名称と効果を持つ。使用の際に「オーダーポイント」を1つ消費するため、無制限には使用できない。オーダーポイントはチームで共有し、補充手段もいくつか存在（最大8ポイントまで蓄積可能）。また一部のナビにはオーダーポイントを消費せずに常時効果を発揮できる能力もあり、本項で併せて記載する。
各バージョンでそれぞれのナビが使える能力は以下の通り。

##### チーム オブ ブルース
- ブルース: ワイドソード - 前方横3マスを同時にリベレート
- ロックマン: ロングソード - 前方縦2マスを同時にリベレート
- マグネットマン: マグネットバリア - 味方全員にバリアを張り、敵の攻撃を防ぐ
- ジャイロマン: ばくげきリベレート - 自分の真下にあるダークパネル1マスを無条件にリベレート
  - オーダーポイント不要の能力として、飛行形態になってダークパネルの上を飛び、その上で待機することも可能。
- ナパームマン: ナパームボム - 前方にあるマスを十字型に（6マス分）リベレート。アイテムパネルのアイテムは破壊されるため入手不可（バリアキーを除く）。
- サーチマン: パネルサーチ - 直線上にあるアイテムパネルのみをリベレート。トラップはリベレート後解除
- メディ: ツインリベレート - 味方と挟みこんだダークパネルを一気にリベレート

##### チーム オブ カーネル
- カーネル: Sディバイド - 前方横3マスを同時にリベレート
- ロックマン: ロングソード - 「チーム オブ ブルース」版と同一
- ナイトマン: ナイトディフェンス - 以下の2種類の効果。どちらもオーダーポイント不要
  - 敵フェイズの攻撃とアイテムパネルのトラップからダメージを受けない
  - 自分の周囲にいる仲間を敵の攻撃からかばう。HP0で行動不能の時は発動しない
- シャドーマン: やみうち - 前方2マス内に居る敵にダメージを与える
  - オーダーポイント不要の能力として、ダークパネルの上を歩け、その上で待機も可能。
- トマホークマン: トマホークスイング - 前方縦2マス×横3マスの範囲を同時にリベレート。アイテムパネルのアイテムは破壊されるため入手不可（バリアキーを除く）。
- ナンバーマン: ナンバーチェック - 前方縦2マス×横3マスの範囲をサーチし、その中にアイテムパネルがあれば戦わずにアイテム入手。トラップは解除。リベレートはせずダークパネルは残る。
- トードマン: ゲンキデルメロディー - 自分の周りに居る仲間1体に、1回だけ前方5マスを一気にリベレートする能力を付加。地形・バリアを貫通

## ソウルユニゾン
説明は前作を参照。各バージョンでユニゾンできるナビと効果は以下の通りである。

### チーム オブ ブルース
マグネットソウル
ユニゾンするナビ：マグネットマン / 対応チップ：電気属性系 / 属性：電気
溜め撃ち：マグボルト（同列の一番前にいる敵を引き寄せて攻撃。攻撃力 30＋［バスター攻撃力×10］）
特性：B＋←で同列の敵全てを数秒間停止させるマグネットフィールド。電気系チップをチャージショットすると攻撃力2倍。マグネットパネルの影響を受けない。
ジャイロソウル
ユニゾンするナビ：ジャイロマン / 対応チップ：風系 / 属性：無
溜め撃ち：トルネードアーム（横3マスを攻撃。相手のバリアやオーラをはがすことが出来る。攻撃力 15＋［バスター攻撃力×5］）
特性：風系のチップを使うと背中のプロペラが回り、次に使う風系か無属性チップの攻撃力が2倍になる。フロートシューズ（穴以外の特殊パネル無効化）・エアーシューズ（穴パネルを歩ける）効果。
ナパームソウル
ユニゾンするナビ：ナパームマン / 対応チップ：炎属性系 / 属性：炎
溜め撃ち：ファイアバルカン（前方の敵とその後方1マスに3連射攻撃。攻撃力 5＋［バスター攻撃力×5］）
特性：炎属性チップの攻撃力が+40。炎属性チップをチャージして使用すると威力が2倍になり、敵を追跡するナパームボムを発射する。マグマパネルの上に乗るとチップの攻撃力を+10し、パネルはノーマルパネルに戻る。水パネルの上に立つとHPが徐々に減少してしまう。
サーチソウル（前作でも登場）
ユニゾンするナビ：サーチマン / 対応チップ：カーソル系 / 属性：無）
溜め撃ち：スコープガン（どこにいようと無敵状態であろうと当たる。攻撃力 10＋［バスター攻撃力×2］）
特性：ユニゾン時、敵のインビジブルとユカシタを解除。カスタム画面にシャッフルボタン出現し、カスタム画面で選べるチップを最大3回までシャッフルできる（ただし、選択しているチップの項目はシャッフルされない）。相手の持っているチップの枚数を見ることが出来る。
メディソウル
ユニゾンするナビ：メディ / 対応チップ：回復系 / 属性：無
溜め撃ち：カプセルボム（3マス前に投げつけ、着弾点の上下か左右に爆発。攻撃力 30＋［バスター攻撃力×10］）
特性：カスタム画面で調合チップ「カプセル」が出現する。他のバトルチップと組み合わせることで特殊効果を付加する。調合する色によって付加効果が異なり、ピンク＝自己HP10%回復、ブラック＝盲目、イエロー＝混乱、パープル＝HPバグ。ホワイト＝マヒ。出現するカプセルはランダムに2個選ばれる。
ブルースソウル（前作でも登場）
ユニゾンするナビ：ブルース / 対応チップ：ソード系 / 属性：無
溜め撃ち：ワイドソード（縦3マスを攻撃。攻撃力 80＋［バスター攻撃力×10］）
特性：B＋←で敵の攻撃を反射するリフレクト。ソード系チップをチャージして使用すると、攻撃力2倍で2マス前に踏み込んで斬るフミコミ斬りになる（攻撃範囲はチップ依存）。

### チーム オブ カーネル
ナイトソウル
ユニゾンするナビ：ナイトマン / 対応チップ：ブレイク系 / 属性：無
溜め撃ち：ロイヤルレッキングボール（周囲1マスを攻撃。ガードブレイク・混乱効果）
特性：ブレイク系をチャージショットすると攻撃力2倍。自エリア最前列で非暗転チップを使うと数秒間無敵になる。
シャドーソウル
ユニゾンするナビ：シャドーマン / 対応チップ：インビジブル系 / 属性：無
溜め撃ち：ロングソード（横2マスを攻撃）
特性：移動速度アップ。B+←でカワリミマジック。ソード系をチャージショットすると、最寄りの敵の背後に瞬間移動して剣戟（威力・範囲はチップ依存）。フロートシューズ効果（穴以外の特殊パネル無効）。
トマホークソウル
ユニゾンするナビ：トマホークマン / 対応チップ：木属性系 / 属性：木
溜め撃ち：トマホークスイング（横2マス・縦3マスの範囲を攻撃）
特性：ユニゾン時、全マスをクサムラパネルに。クサムラパネル上で木属性の攻撃チップを使うと、そのパネルがノーマルになる代わりに攻撃力2倍。クサムラパネル上にいると徐々にHP回復。ステータスガード（状態異常にならない）効果。
ナンバーソウル（前作でも登場）
ユニゾンするナビ：ナンバーマン / 対応チップ：数値付加系 / 属性：無
溜め撃ち：サイコロボム（3マス前に投げつけ、着弾点の周囲1マスを攻撃。攻撃力 サイコロの目×10）
特性：カスタム画面で常にチップ10枚オープン。無属性チップの威力+10。
トードソウル
ユニゾンするナビ：トードマン / 対応チップ：水属性系 / 属性：水
溜め撃ち：ショッキングメロディー（敵を追尾する。電気属性、マヒ効果）
特性：水系をチャージショットすると攻撃力2倍。アクアパネルに乗ると潜水して、攻撃するとき又は電気属性の攻撃を受けるとき以外無敵状態に。氷パネルの上に立っても滑らなくなる。
カーネルソウル
ユニゾンするナビ：カーネル / 対応チップ：置物系 / 属性：無
溜め撃ち：スクリーンディバイド（前方の敵1体とその左上と左下1マスに攻撃）
特性：カスタム画面にアームチェンジボタン出現。無属性チップ選択後このボタンを押すと、そのユニゾン中チャージショットで選択したチップを何度も撃てる。相手エリアに置物があると敵の位置に対応してカーネルアーミーがバルカンかソードで自動攻撃（マヒ付加）。

## カオスユニゾン
物語が進行すると、ある時点でロックマンは闇の力を制御できるようになる。そうしてロックマンが共鳴したソウルと自らのダークソウルを融合させる事により得た力がカオスユニゾンである。
手順はソウルユニゾンと同じであるが、その際に各ソウルに対応するダークチップを用いる。まず、カスタム画面でダークチップを選ぶ。そしてユニゾンコマンドによって、ダークチップをユニゾンチップに変化させる。すると戦闘開始と共にカオスユニゾンが発動する。
ソウルユニゾンに比べて変身後のロックマンは黒や紫を基調とした暗い色合いになる。ソウルユニゾンの制限ターンが3ターンに対し、こちらは1ターンだけである。その分強さは絶大で、チャージショットがカオスユニゾンに使ったダークチップと同等の攻撃になる（バグは発生しない）。しかし、発動タイミングが悪いと自らのダークソウルが現れて、こちらに攻撃してくる。また、その際カオスユニゾンは強制的に解除される。なお、ダークチップの使用と違って、カオスユニゾンを発動しても最大HPが1減少するという悪影響は無い。
今作に出てくるダークチップと、それを使って何にカオスユニゾンできるかは以下の通りである。以下の説明には各カオスのチャージショットの効果についてのみ記述し、カオスユニゾン時の特性は、同様のソウルでソウルユニゾンした時と同じであるため省略する。前提として事前に対応するナビとソウルが共鳴していなければ、ダークチップを所持していてもカオスユニゾンはできない。なお、ダークチップそのものは両バージョンとも12種類全てが入手可能である。
カッコ内はカオスユニゾン時に用いるダークチップであると同時に、各カオスの溜め撃ちの名称である。

### チーム オブ ブルース
マグネットカオス（ダークサンダー）
攻撃力200の電気属性の球を放つ。球は敵に当たるか一定時間が経つまでゆっくりと敵を追尾し続ける。当たると麻痺。
ジャイロカオス（ダークトルネード）
攻撃力50。2マス前に8回当たる竜巻を発生させる。のけぞってから使うと発生する竜巻の数が多くなり、攻撃範囲が広がる。
ナパームカオス（ダークメテオ）
攻撃力100の隕石を10発落とす。隕石は敵の位置周辺を狙って落ちる。隕石が落ちたパネルには穴が開く。
サーチカオス（ダークサークル）
攻撃力300。発動すると敵エリア外周に沿ってカーソルが周り、止めた位置を基準に外周7マスの範囲を攻撃。敵のエリアを狭めておけば、攻撃を複数回当てることもできる。
メディカオス（ダークリカバリー）
HPを1000回復する。このカオスのチャージのみ他のカオスと比べて初めからタイミングがシビアになっている。
ブルースカオス（ダークソード）
攻撃力400、縦3×横2マスの攻撃範囲を持つ剣で斬り払う。

### チーム オブ カーネル
ナイトカオス（ダークドリル）
攻撃力100のドリルで2マス前までの敵を攻撃。連続で当たる。
シャドーカオス（ダークインビジ）
15秒間ダークソウルユニゾンと同等の無敵状態になり、勝手に行動する。チップを使う事もある。
トマホークカオス（ダークランス）
攻撃力400。敵エリア後方から縦3マスの範囲で竹槍を突き刺す。
ナンバーカオス（ダークプラス）
次に使うバトルチップの攻撃力を50上昇させる。
トードカオス（ダークワイド）
攻撃力300で縦3マスの範囲を持つ水の刃を発射する。
カーネルカオス（ダークサウンド）
音楽で敵を麻痺させる。

## ダークソウルユニゾン
ダークソウルユニゾンは上記二つのユニゾンとは発動方法が異なり、生贄となるチップを必要とせず、ダークチップに汚染された悪状態のロックマンでのみ発動する特殊なユニゾンである。ロックマンが致死量のダメージを受けたときに自動的に発動する。悪状態でない善状態のロックマンでは発動しない。発動は1回の戦闘につき1度まで。効果は十数秒間持続する。
発動するとロックマンの体が黒に染まり、敵の攻撃を一切受け付けなくなる無敵状態となる。操作を受け付けず、自動的に攻撃を行なうようになる。基本的にバスターを連射するが、さらに今まで使ってきたバトルチップの中から使用頻度の高いものを自動的に選んで使う。カスタム画面でのチップ選択に関わらず使用するので、チップの効果を自動的に発生させると言ってもいい。プログラムアドバンスも使用する。覚え込まれたチップ、プログラムアドバンスの種類によっては、驚異的な攻撃能力を発揮する。一気に逆転することも可能だが、発動が解けるとユニゾン中に回復を行なっていない限りHPは1なので、再び窮地に立たされる。

## ダークチップ
戦闘時に使用すると最大HPが1減少し、二度と元に戻らないのは前作『エグゼ4』と同様である。前作はココロウインドウが不安になると自動的にカスタム画面にダークチップが出現したが、今回の『エグゼ5』では通常のチップと同じくフォルダに直接加えるようになっている。ただし、1つのフォルダに3枚までしか入れられない。フォルダに加えても戦闘時に直接使用しなければ何ら悪影響はない。

## 善と悪
ダークチップが登場したことで、ロックマンに善状態と悪状態が設定された。話す上ではどちらの状態であるか明確にするために善ロックマン、悪ロックマンあるいは単に善、悪とも呼ばれる。初めは善でも悪でもない普通状態のロックマンであるが、特性上はほぼ同じであるため善に分類される。特徴、違いは以下の通り。
善状態（普通状態も含む）
- ロックマンの色がやや白みを帯び、フルシンクロ状態に近い色合いとなる。普通状態との見分けはここで可能。
- ソウルユニゾン、カオスユニゾンが可能。
- フルシンクロ、怒り状態になれる。
- カウンターを取らなくとも戦闘方法によってはフルシンクロする（善状態のみ）。
- 善状態専用のチップが使える。
- ダークソウルユニゾンが発動しない。

悪状態
- ロックマンが黒みを帯びる。ダークチップ使用による汚染の度合いによって、その濃さは異なる。汚染の度合いが一定以上になると、戦闘開始時から悪状態となる。
- ダークソウルユニゾンが発動する。
- 悪状態専用のチップが使える。善状態では使えた一部のチップの使用ができなくなる。
- ソウルユニゾン、カオスユニゾンは不可能。

各状態で使えないチップを選んで使用した場合は、チップの効果が発動することなく消えてしまう。

## 特殊パネル
今作では過去作からマグマパネル、アイスパネル、クサムラパネル、毒パネル、ホーリーパネルが続投し、新たなパネルが追加された。
アクアパネル
上に乗ると一瞬動けなくなる。この上で電気属性の攻撃を受けると2倍のダメージ。潜水するウィルスもいるが、電気属性の攻撃は水中にも届く。炎属性のウイルスやナビが乗ると、毒パネルと同様に体力が減少する。
マグネットパネル
上に乗ると時計回り90°の方向に勝手に移動する。ロックマンエグゼ2の時と仕様が変更された。この上で木属性の攻撃を受けると、2倍のダメージを受ける。
他のパネルについては、ロックマンエグゼ2の特殊パネルの欄を参照。

## 用語
パストビジョン
電脳世界の所々に存在する、過去の現実世界の「ある一瞬」を切り取ってデータ化し、保存した空間。その一瞬を繰り返し続ける、いわば「世界を記録する」技術である。特定の鍵がなければ扉を開く事は出来ない。今作で登場するのは「11年前の秋原町」「25年前の科学省」「25年前のオラン島」であり、熱斗とロックマンは「光データ」を求めてこのパストビジョンを巡ることとなる。
ココロネットワーク
Dr.ワイリーと光正が理論を組み上げた。本体となる「ココロサーバー」から特殊電波を発信し、各地に設置した小型サーバー経由で増幅・放射する事で全人類の心をネットワークで接続するシステム。作中ではリーガルがこれの悪用を目論み、サーバーに「悪の心」のデータを流しこみ電波を受けた人々を凶暴化させていた。最終的には、火山の噴火によってネビュラのアジト諸共消滅した。消滅する直前、ワイリーが改造データをサーバーの電波で遠隔操作により流し、リーガルの悪人としての記憶を消すという非人道的な行為の後、リーガルが生存し科学省で働き始め、結果的には人間と人間の心を「接続」した。
マグネメタル
オラン島で採掘される特殊鉱物。強力な磁力を発しており、マグネメタル近辺の電脳にプラグインしたナビが暴走してしまう。磁力はココロサーバーの電波を遮断する効果もある。

## バグ
本作に存在するバグの中で、カプコンから公式に発表されたものが2点存在する。
- リベレートミッションが発生しなくなる。
- PETからナビがいなくなる。

本シリーズでバグが公式から発表されたのは、『エグゼ2』以来となる。